# Winter Haven
Winter Haven (deutsch: Winterhafen) ist eine Stadt im Polk County im US-Bundesstaat Florida.  Das U.S. Census Bureau hat bei der Volkszählung 2020 eine Einwohnerzahl von 49.219 ermittelt.

## Geographie
In unmittelbarer Nähe befinden sich die Städte Auburndale, Lake Alfred, Haines City, Dundee und Lake Hamilton. Bartow befindet sich zehn Kilometer südwestlich und Orlando 70 Kilometer nordöstlich der Stadt. Winter Haven ist nach Lakeland die zweitgrößte Stadt der Lakeland–Winter Haven Metropolitan Statistical Area, die dem Polk County entspricht.

## Geschichte
Im April 1924 wurde das Tochterunternehmen Florida, Western and Northern Railroad der Seaboard Air Line Railroad gegründet, das eine Bahnstrecke von Coleman über Winter Haven und Sebring bis West Palm Beach bauen sollte. Der gesamte Korridor wurde im Januar 1925 eröffnet.

## Demographische Daten
Laut der Volkszählung 2010 verteilten sich die damaligen 33.874 Einwohner auf 17.037 Haushalte. Die Bevölkerungsdichte lag bei 739,6 Einw./km². 64,7 % der Bevölkerung bezeichneten sich als Weiße, 27,7 % als Afroamerikaner, 0,3 % als Indianer und 2,0 % als Asian Americans. 3,1 % gaben die Angehörigkeit zu einer anderen Ethnie und 2,3 % zu mehreren Ethnien an. 11,0 % der Bevölkerung bestand aus Hispanics oder Latinos.
Im Jahr 2010 lebten in 28,1 % aller Haushalte Kinder unter 18 Jahren sowie 37,4 % aller Haushalte Personen mit mindestens 65 Jahren. 61,6 % der Haushalte waren Familienhaushalte (bestehend aus verheirateten Paaren mit oder ohne Nachkommen bzw. einem Elternteil mit Nachkomme). Die durchschnittliche Größe eines Haushalts lag bei 2,32 Personen und die durchschnittliche Familiengröße bei 2,93 Personen.
24,5 % der Bevölkerung waren jünger als 20 Jahre, 23,1 % waren 20 bis 39 Jahre alt, 23,7 % waren 40 bis 59 Jahre alt und 28,7 % waren mindestens 60 Jahre alt. Das mittlere Alter betrug 42 Jahre. 46,3 % der Bevölkerung waren männlich und 53,7 % weiblich.
Das durchschnittliche Jahreseinkommen lag bei 36.895 $, dabei lebten 22,3 % der Bevölkerung unter der Armutsgrenze.
Im Jahr 2000 war Englisch die Muttersprache von 90,99 % der Bevölkerung, Spanisch sprachen 4,48 % und 4,53 % hatten eine andere Muttersprache.

## Sehenswertes
Im Herbst 2011 wurde in Winter Haven das Legoland Florida eröffnet.
Folgende Objekte sind im National Register of Historic Places gelistet:
- Cypress Gardens
- Downtown Winter Haven Historic District
- Interlaken Historic Residential District
- Pope Avenue Historic District
- Winter Haven Heights Historic Residential District
- Woman’s Club of Winter Haven

## Verkehr
Winter Haven wird von den U.S. Highways, 17, 27 und 92 sowie den Florida State Roads 540, 542, 544, 600 und 620 durchquert bzw. tangiert.
Der Bahnhof Winter Haven ist eine Station der Züge Silver Star und Silver Meteor der Bahngesellschaft Amtrak auf der Linie von Miami nach New York City.
Die nächsten Flughäfen sind der 30 Kilometer westlich Lakeland Linder International Airport und der 70 Kilometer nordöstlich gelegene Orlando International Airport.

## Kriminalität
Die Kriminalitätsrate lag im Jahr 2010 mit 459 Punkten (US-Durchschnitt: 266 Punkte) im hohen Bereich. Es gab zwei Morde, zehn Vergewaltigungen, 68 Raubüberfälle, 164 Körperverletzungen, 368 Einbrüche, 1462 Diebstähle, 85 Autodiebstähle und sechs Brandstiftungen.

## Söhne und Töchter der Stadt
- Hilbert Shirey (* 1947 oder 1948), Pokerspieler (Hillstreet)
- Gloria Hendry (* 1949), Schauspielerin
- Valerie Carter (1953–2017), Sängerin und Songschreiberin
- Tiffany Hayes (* 1989), aserbaidschanisch-US-amerikanische Basketballspielerin
- Monae’ Nichols (* 1998), Weitspringerin